# مولد سیگنال روبش

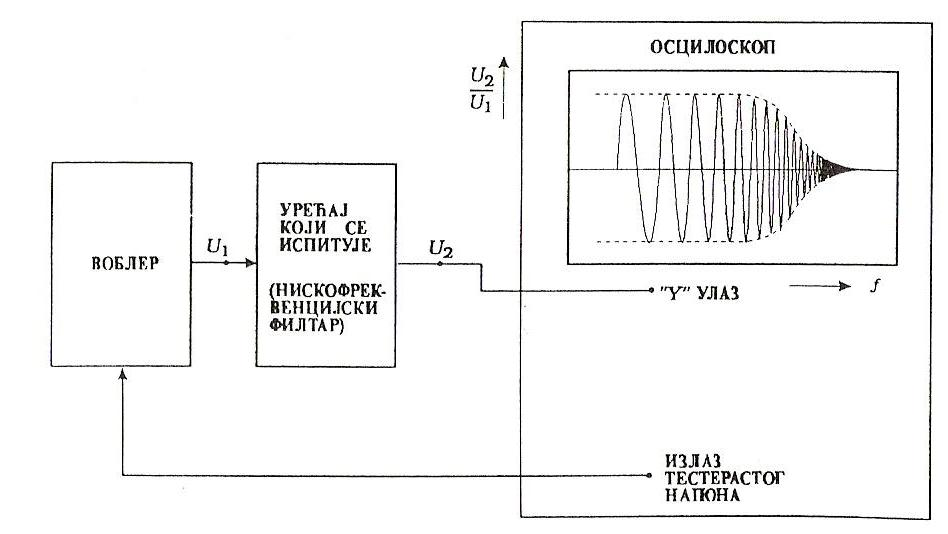
مولد سیگنال روبش

مولد روبش یا ژنراتور روبش (به انگلیسی: Sweep generator)، یک آزمایش‌ابزار الکترونیکی است که مشابه، و گاهی هم به صورت ضمیمه در یک ژنراتور عملکردی است که شکل موج الکتریکی؛ با فرکانس خطی متفاوت و دامنه ثابت، ایجاد می‌کند. ژنراتورهای روبش معمولاً برای سنجش واکنش فرکانسی مدارهای فیلترهای الکترونیکی استفاده می‌شوند. این مدارها عمدتاً مدارهای ترانزیستوری با القاگرها و خازن‌ها برای ایجاد ویژگی‌های خطی هستند.
استفاده از روش‌های روبش روشی است که در زمینه‌های سنجش و اندازه‌گیری‌های صوتی، برای توصیف تغییر در مقدار خروجی اندازه‌گیری شده بر روی یک پارامتر ورودی پیشرفته مورد استقبال کاربران آن قرار دارد. پارامتر ورودی پیشرونده که اغلب استفاده شده‌است فرکانس متنوعی بین پهنای باند صوتی استاندارد از ۲۰ هرتز تا ۲۰ کیلو هرتز متفاوت است.

## روبش همگن
روبش همگن یک سیگنال مداوم است که در آن فرکانس با زمان منطقی افزایش یا کاهش می‌یابد. این رویش طیف کاملی از فرکانس‌های سنجش بین فرکانس شروع و پایان (توقف) را فراهم می‌کند. یک مزیت نسبت به روبش مرحله‌ای این است که مدت زمان سیگنال را؛ بدون هیچ گونه از دست رفتن وضوح فرکانس در نتایج، می‌توان توسط کاربر کاهش داد. این مزیت امکان انجام یک آزمایش سریع را فراهم می‌سازد. گرچه نظریهٔ روبش همگن برای چندین دهه شناخته شده بوده، استفاده از آن در دستگاه‌های اندازه‌گیری صوتی در چند سال گذشته تکامل یافته که دلیل آن؛ افزایش نیاز به قدرت محاسباتی بالا است.

## روبش مرحله‌ای
در یک روبش مرحله‌ای، یک پارامتر ورودی متغیر؛ (فرکانس یا دامنه)، در مرحله‌های گسسته‌ای افزایش یا کاهش می‌یابد. پس از هر تغییر، آنالیزگر منتظر می‌ماند تا قبل از به مرحلهٔ بعدی رفتن، خوانش پایداری را شناسایی کرده‌باشد. مقیاس گام‌ها می‌تواند خطی یا لگاریتمی باشد. از آن‌جا که مدت‌زمان رسیدن به یک خوانش پایدار برای اندازه‌گیری‌های مختلف را نمی‌توان پیش‌بینی کرد، مدت زمان روبش مرحله‌ای را نمی‌توان دقیقاً تعیین کرد.